# Podmornice klase Oyashio
Klasa Oyashio je klasa japanskih dizel-električnih podmornica. Klasa je nasljednik podmornica klase Harushio. Od prethodne klase se najviše razlikuje u večim dimenzijama zbog ugradnje novog, modernijeg sonara. Klasu čini 11 podmornica izgrađenih od 1994. do 2008. godine. Klasu Harushio su naslijedile podmornice klase Soryu.
Nazivi podmornica:
- Projekt S130
  - SS-590 Oyashio
  - SS-591 Michishio
  - SS-592 Uzushio
  - SS-593 Makishio
  - SS-594 Isoshio
  - SS-595 Narushio
  - SS-596 Kuroshio
  - SS-597 Takashio
  - SS-598 Yaeshio
  - SS-599 Setoshio
  - SS-600 Mochishio

### Unutarnje poveznice
- Podmornice klase Walrus
- Podmornice klase Kilo

## Vanjske poveznice
- Globalsecurity.org - klasa Oyashio